# Província de Monza i Brianza
La província de Monza i Brianza (en italià: provincia di Monza e della Brianza, en llombard: provincia de Monscia e de la Brianza) és una província que forma part de la regió de Llombardia dins Itàlia. La seva capital és Monza, l'antiga residència d'estiu del Regne Longobard en el moment de Teodolinda i Agilulf.
Limita al nord amb la província de Lecco i la província de Como, a l'oest per la província de Varese, a l'est amb la província de Bèrgam i la ciutat metropolitana de Milà, que també limita al sud.
Té una àrea de 405,49 km², i una població total de 868.086 hab. (2016). Hi ha 55 municipis a la província.
Va ser instituïda l'any 2004 i va entrar en funcions el 2009. Va néixer de l'escissió d'una part del territori de l'antiga província de Milà.